# Huchu Jiao
Huchu Jiao (chinesisch 虎矗角 ‚Aufgerichteter-Tiger-Spitze‘) ist eine felsige Landspitze an der Ingrid-Christensen-Küste des ostantarktischen Prinzessin-Elisabeth-Lands. Sie liegt nördlich der Steinnes am Ostufer der Prydz Bay.
Chinesische Wissenschaftler benannten sie 1993.